# Brézins
Brézins település Franciaországban, Isère megyében. Lakosainak száma 2282 fő (2022. január 1.). Brézins Saint-Pierre-de-Bressieux, Saint-Siméon-de-Bressieux, Gillonnay, Saint-Étienne-de-Saint-Geoirs és Saint-Hilaire-de-la-Côte községekkel határos.

## Népesség
A település népességének változása:
| Lakosok száma | 671  | 1013 | 1245 | 1492 | 1917 | 2042 | 2132 | 2186 | 2212 | 2282 |
|               | 1968 | 1982 | 1990 | 2006 | 2013 | 2015 | 2017 | 2019 | 2020 | 2022 |